# Schloss Veltrusy

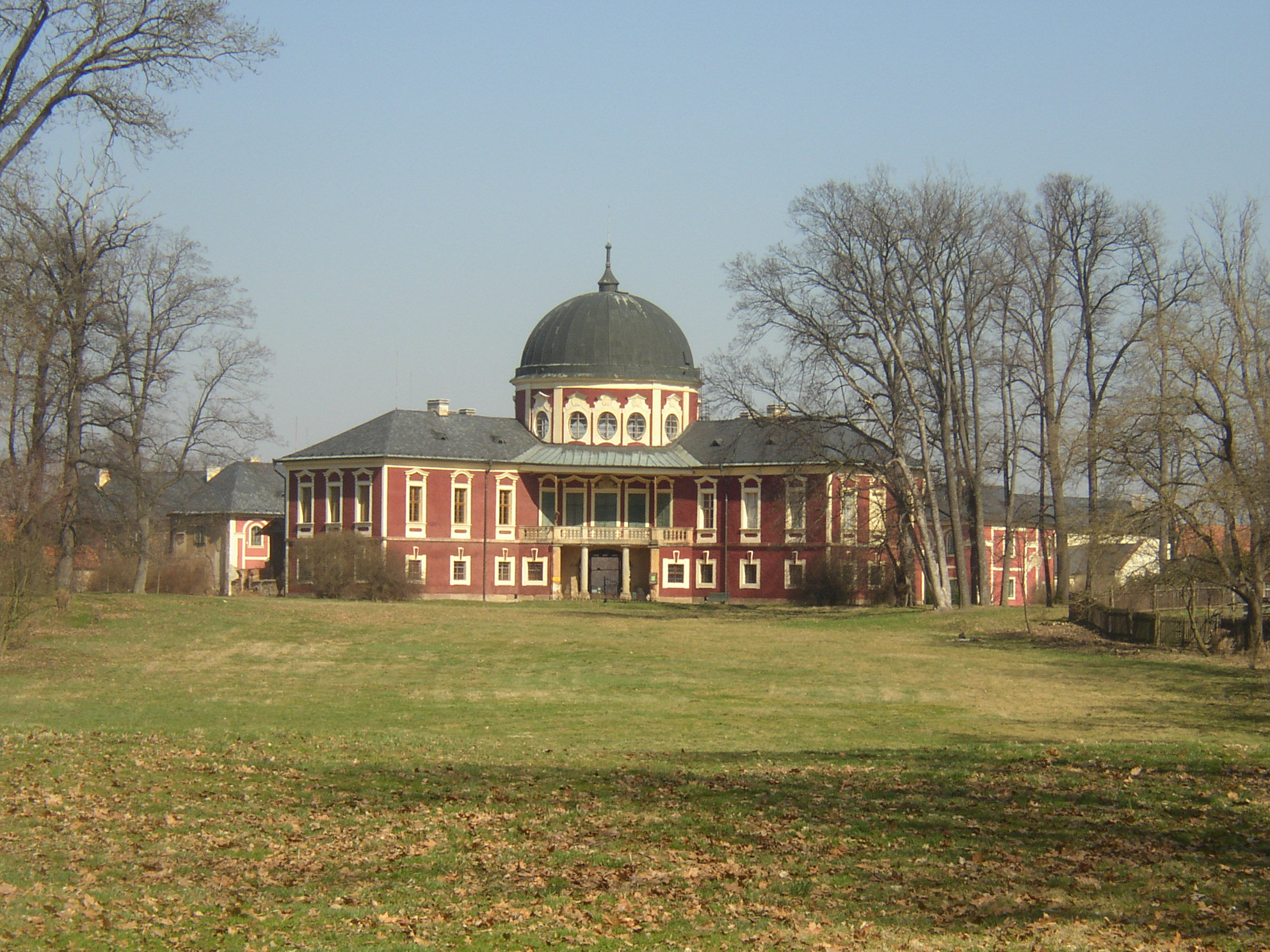
Schloss Veltrusy

Schloss Veltrusy (deutsch Weltrus) befindet sich in Veltrusy in Mittelböhmen (Okres Mělník, Tschechien).
Das Schloss ließ 1716 Wenzel Graf Chotek von Chotkow als Landschloss im Stil des Barock auf einer älteren Anlage erbauen. Es verblieb bis zum Jahr 1945, dem Ende des Zweiten Weltkriegs im Eigentum der Familie Chotek. 1764 wurden unter seinem Sohn Rudolf Graf Chotek von Chotkowa und Wognin die ursprünglich kurzen Flügel erweitert und erweiternde Innenausbauten vorgenommen. 1804 wurden Wirtschaftsgebäude angebaut, die mit den Nordflügeln des Schlosses den Ehrenhof bilden. Das Schloss ist von einem ausgedehnten Park mit romantischen Empirebauten umgeben. In den Räumen im Rokoko-Stil sind neben Möbeln, Bildern und Glaslüstern eine sehenswerte  Porzellansammlungen sowie eine Reihe kunsthandwerklicher Gegenstände zu sehen.